# Campeonato Europeu de Futebol de 2008
O Campeonato Europeu de Futebol (Euro) de 2008 teve como anfitriões Áustria e Suíça, cujas selecções foram automaticamente qualificadas. A fase de qualificação iniciou-se em 2006. A fase final do torneio foi disputada entre 7 e 29 de junho de 2008. O campeonato teve duas mascotes que foram o símbolo do torneio, chamadas de Trix e Flix. A campeã foi a Espanha, que venceu a Alemanha na final por 1-0, disputada no Ernst Happel Stadion, em Viena. O golo foi marcado por Fernando Torres.

## Aspectos económicos do torneio
Cada seleção qualificada para a fase final recebeu 7,5 milhões de euros. Na primeira fase cada vitória rendeu 1 milhão de euros e um empate 500 mil euros. Este dinheiro é pago directamente à federação da seleção em questão, num total de mais de 184 milhões de euros que serão distribuídos pela UEFA.
Outro compromisso da UEFA foi a indemnização em 4.000 euros por jogador, por dia durante o torneio aos clubes, a fim de evitar qualquer acção legal por parte dos clubes em caso de lesão de um dos seus jogadores.
A cidade de Neuchâtel decidiu cobrar aos adeptos da seleção portuguesa 16 francos suíços (10 € por pessoa) para poderem assistir aos treinos da equipa. Sendo que Portugal é a única seleção que treinara por duas vezes perante 12 mil espectadores, no Stade de la Maladière, do clube Neuchâtel Xamax. As entidades responsáveis gastaram ainda cerca de 190 mil euros para mudar a relva do estádio para relva natural.

## Estádios
| Viena                                   | Klagenfurt                            | Salzburgo                                  | Insbruque                         |
| --------------------------------------- | ------------------------------------- | ------------------------------------------ | --------------------------------- |
| Ernst Happel Stadion Capacidade: 53.295 | Wörthersee Stadion Capacidade: 31.957 | Wals Siezenheim Stadion Capacidade: 31.020 | Tivoli Stadion Capacidade: 31.600 |
|                                         |                                       |                                            |                                   |
|                                         |                                       |                                            |                                   |
| Basileia                                | Berna                                 | Genebra                                    | Zurique                           |
| St. Jakob-Park Capacidade: 42.000       | Stade de Suisse Capacidade: 31.907    | Stade de Genève Capacidade: 31.228         | Letzigrund Capacidade: 30.000     |
|                                         |                                       |                                            |                                   |

## Troféu
Um novo troféu foi atribuído à seleção vencedora da edição de 2008 do Campeonato Europeu de Futebol.
A nova versão do Troféu Henri Delaunay, criado por Asprey London.
Um pequeno número de efeitos e uma bola nas costas foram retirados, em relação ao anterior. A base do troféu foi ampliada, de forma a torná-lo mais estável. Pesa 8 quilos e tem 60 centímetros de altura.

## Símbolos

#### A bola

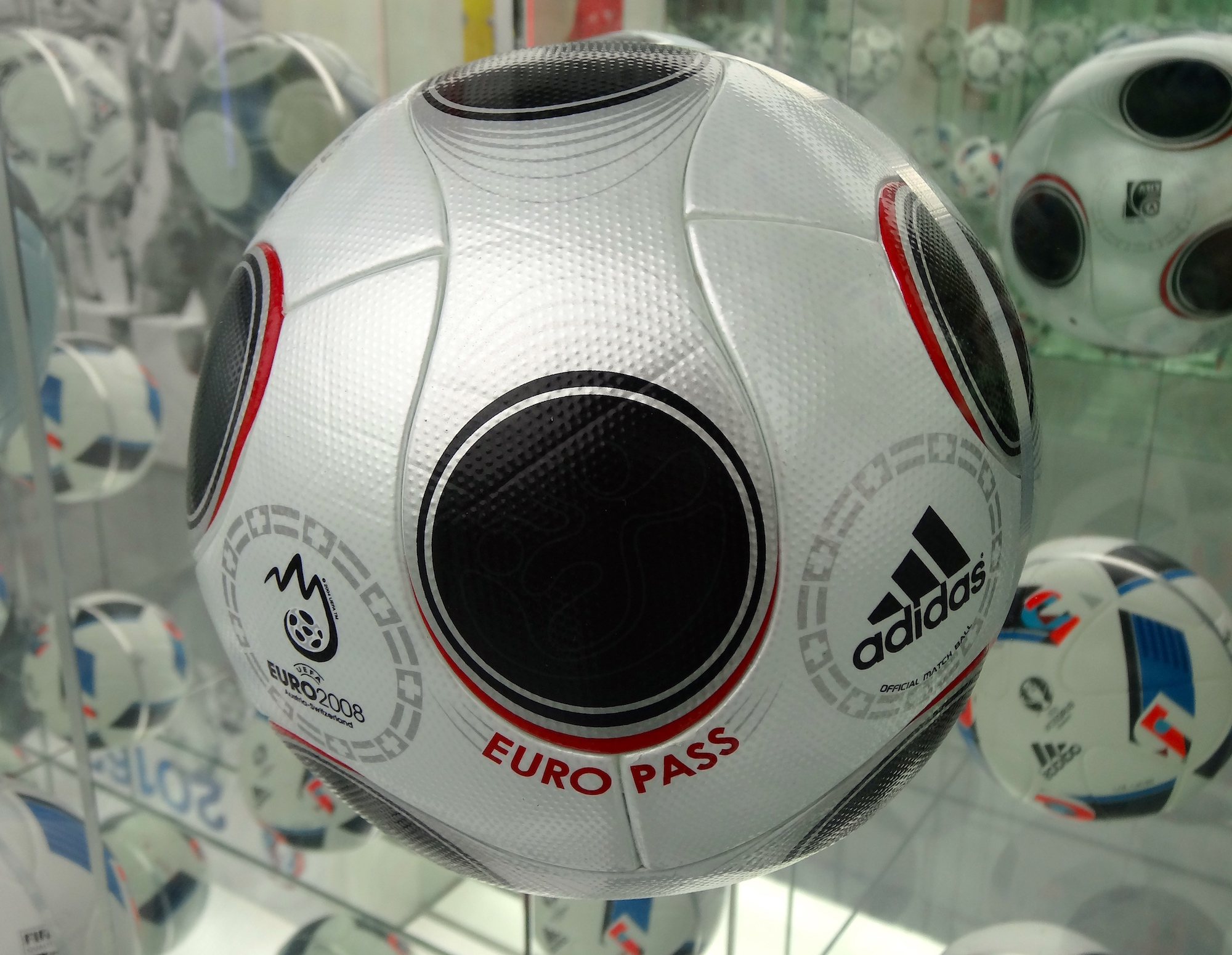
Bola oficial do campeonato

A bola utilizada no torneio foi apresentada na cerimónia de sorteio dos grupos, pelos capitães das selecções anfitriãs da prova.

Foi produzida pela Adidas e chamada de Europass, sendo muito semelhante à Teamgeist, estando as maiores alterações relacionadas com a estrutura da superfície da mesma, sendo constituída por 14 painéis com uma revolucionária tecnologia de ligação térmica.
Para que a maioria dos jogadores se pudessem começar a habituar à nova bola, o seu uso foi imediato em alguns campeonatos de futebol dos países da UEFA.
Para o jogo da final foi criada uma bola exclusiva, Europass Gloria, que tem na sua superfície desenhado o troféu da prova e as bandeiras correspondentes aos países já vencedores do troféu.

#### Mascotes oficiais
As duas mascotes oficiais do Euro 2008, foram nomeadas após uma votação por parte do público dos dois países de acolhimento, as opções eram:
- Zagi e Zigi
- Flitz e Bitz
- Trix e Flix

Após ter recebido 36,3% dos votos, Trix e Flix foram as escolhidas. "Estou certo de que os seus nomes e mascotes tornar-se-ão uma parte vital da compreensão de todo o evento", disse Christian Mutschler, director do torneio para a Suíça.

#### Canção oficial
A UEFA escolheu Can You Hear Me, de Enrique Iglesias, para canção oficial do Euro 2008.
Embora a canção Feel the Rush, de Shaggy tenha a ver com o Euro 2008, incluindo no vídeo clipe, há a aparição das mascotes oficiais deste Euro, a UEFA não considerou esta a canção oficial.

#### Slogans
O Slogan oficial foi escolhido a 24 de Janeiro de 2007, a 500 dias do jogo do início oficial do torneio.
Traduzidos para as línguas oficiais dos países organizadores: italiano (Suíça), francês (Suíça) e alemão (Suíça e Áustria), assim como Inglês.
- Inglês: "Expect Emotions" - Espere emoções
- Alemão: "Erlebe Emotionen" - Viva emoções
- Francês: "L'émotion est au rendez-vous" - As emoções virão
- Italiano: "Emozioni da vivere" - Emoções para viver

### Autocarros das seleções
Nesta edição houve mais um novidade. Através da página oficial da competição os seus utilizadores tiveram oportunidade de escolher os slogans que apareceram em cada um dos autocarros das selecções participantes na competição.
Os slogans:
| Seleção       | Slogan na Língua oficial do país                                  | Em português                                                                   |
| ------------- | ----------------------------------------------------------------- | ------------------------------------------------------------------------------ |
| Áustria       | «Nur gemeinsam können wir gewinnen …!»                            | Só juntos poderemos vencer!                                                    |
| Croácia       | «UZ NAVIJAČE DO KROVA EUROPE»                                     | Com os adeptos até ao topo da Europa                                           |
| Tchéquia      | «Pojďme na to, zvítězíme, sny národa naplníme!»                   | Vamos com alma, vamos ganhar, vamos materializar o sonho de uma nação!         |
| França        | « On vit ensemble, on vibre ensemble»                             | Vivemos juntos, vibramos juntos                                                |
| Alemanha      | «Deutschland - ein Team - ein Ziel»                               | Alemanha - uma equipa - um objetivo                                            |
| Grécia        | «Ένα όνειρο μία ομάδα!»                                           | Uma equipa, um sonho!                                                          |
| Países Baixos | «1 doel, 1 gevoel, samen zijn we oranje»                          | Uma missão, um sentimento, todos unidos somos laranja                          |
| Itália        | «Il cielo è sempre più blu …»                                     | O céu é sempre mais azul …                                                     |
| Polónia       | «…bo liczy się sport i dobra zabawa!»                             | … porque só o desporto e a diversão contam!                                    |
| Portugal      | «Este Autocarro é movido a Vontade de Vencer»                     | Este autocarro é movido a vontade de vencer.                                   |
| Romênia       | «România, te iubim şi cu tine ne mândrim!»                        | Roménia, estamos orgulhosos de ti e amamos-te                                  |
| Rússia        | «Российский футбол, победа за нами. Россия гордится ее игроками!» | Futebol russo, a vitória está connosco! A Rússia orgulha-se de seus jogadores. |
| Espanha       | «Pase lo que pase, ESPAÑA SIEMPRE»                                | Aconteça o que acontecer, ESPANHA SEMPRE                                       |
| Suécia        | «Sveriges gäng = full poäng»                                      | Seleção da Suécia = um ponto                                                   |
| Suíça         | «Endstation: Wien»                                                | Destino final: Viena                                                           |
| Turquia       | «Türkiye aşkı bu otobüse sığar mı?»                               | Caberá a paixão turca neste autocarro?                                         |

## Qualificações
O sorteio para as qualificações do EURO 2008 decorreu em Montreux, na Suíça, a 27 de Janeiro de 2006.
As qualificações decorrem entre Setembro de 2006 e Novembro de 2007. A Áustria e a Suíça qualificaram-se automaticamente, enquanto organizadores do torneio.
Existiram 7 grupos de qualificação - os primeiros e segundos classificados de cada um desses grupos qualificou-se para a fase final.
De acordo com o sorteio, os grupos foram os seguintes:
| Grupo A                                                                                   | Grupo B                                                                  | Grupo C                                                                          | Grupo D                                                                            |
| ----------------------------------------------------------------------------------------- | ------------------------------------------------------------------------ | -------------------------------------------------------------------------------- | ---------------------------------------------------------------------------------- |
| - Portugal - Polónia - Sérvia* - Bélgica - Finlândia - Armênia - Azerbaijão - Cazaquistão | - França - Itália - Ucrânia - Escócia - Lituânia - Geórgia - Ilhas Faroé | - Grécia - Turquia - Noruega - Bósnia e Herzegovina - Hungria - Moldávia - Malta | - Tchéquia - Alemanha - Eslováquia - Irlanda - País de Gales - Chipre - San Marino |

| Grupo E                                                                  | Grupo F                                                                                | Grupo G                                                                                |
| ------------------------------------------------------------------------ | -------------------------------------------------------------------------------------- | -------------------------------------------------------------------------------------- |
| - Inglaterra - Croácia - Rússia - Israel - Estónia - Macedônia - Andorra | - Suécia - Espanha - Dinamarca - Letónia - Islândia - Irlanda do Norte - Liechtenstein | - Países Baixos - Romênia - Bulgária - Eslovênia - Albânia - Bielorrússia - Luxemburgo |

 Montenegro
-*Em função da separação de Sérvia e Montenegro, a Sérvia herdou a vaga da Sérvia e Montenegro. A Seleção Montenegrina de Futebol pleiteou uma vaga na competição junto à UEFA, mas não obteve sucesso.

## Sorteio das selecções apuradas

Países das selecções participantes (a azul escuro) e das eliminadas (a azul celeste)

O sorteio da distribuição das selecções pelos grupos teve lugar a 2 de dezembro de 2007 em Lucerna, Suíça.
Nesta fase, os jogos dos Grupos A e C foram disputados na Suíça; e os jogos dos Grupos B e D na Áustria.

A Suíça e a Áustria por serem anfitriãs já estavam automaticamente colocadas na posição A1 e B1 respectivamente.

O torneio teve a particularidade em relação a edições anteriores das selecções dos grupos A e B só poderem defrontar as selecções do grupo C e D na final não havendo lugar a jogo de decisão do 3º classificado.
| Pote A do sorteio                          | Pote B do sorteio                      | Pote C do sorteio                         | Pote D do sorteio                     |
| ------------------------------------------ | -------------------------------------- | ----------------------------------------- | ------------------------------------- |
| - Suíça - Áustria - Grécia - Países Baixos | - Croácia - Itália - Tchéquia - Suécia | - Romênia - Alemanha - Portugal - Espanha | - Polónia - França - Turquia - Rússia |

## Escalações das selecções
As listas foram sendo apresentadas até ao dia 28 de maio de 2008. Cada uma das 16 seleções teve o direito de alistar 23 jogadores. Cada jogador enverga o mesmo número na camisola durante todos os jogos do torneio.

## Árbitros
Foram seleccionados 12 árbitros principais, 24 árbitros auxiliares e 8 quatro-árbitros.

Lista dos árbitros principais seleccionados:
| - Konrad Plautz - Frank De Bleeckere - Howard Webb - Herbert Fandel | - Kyros Vassaras - Roberto Rosetti - Pieter Vink - Tom Henning Øvrebø | - Ľuboš Micheľ - Manuel Mejuto González - Peter Fröjdfeldt - Massimo Busacca |

As nomeações para os primeiros jogos de cada um dos grupos da Primeira Fase foram conhecidas a 5 de Junho.

## Portugalno Euro
Portugal participou pela quinta vez, a quarta consecutiva, numa fase final do Campeonato Europeu de Futebol. Durante as eliminatórias, Portugal defrontou a Arménia, o Azerbaijão, a Bélgica, o Cazaquistão, a Finlândia, a Polónia e a Sérvia.
Treinado pelo técnico brasileiro Luiz Felipe Scolari, terminou as eliminatórias no segundo lugar do grupo, com 7 vitórias e 6 empates e uma derrota.
A seleção portuguesa chegou aos quartos-finais da competição, sendo derrotado por 2-3 pela Seleção Alemã de Futebol, depois de ter vencido o seu grupo.

## Primeira fase

### Critérios de desempate
Quando duas ou mais equipas no final da fase de grupos tiverem o mesmo número de pontos, a sua classificação é determinada pelos seguintes critérios:
1. número de pontos ganhos nos jogos entre as equipas em questão;
2. diferença de golos nos jogos entre as equipas em questão;
3. número de golos marcados nos jogos do grupo entre as equipas em questão;
4. diferença de golos em todos os jogos grupo;
5. número de golos marcados em todos os jogos grupo;
6. número de pontos obtidos pelas equipas em questão dividido pelo número de jogos disputados em competições de qualificação para a Copa do Mundo FIFA 2006 e Euro 2008;
7. conduta Fair play das equipas na fase de grupo;
8. ordem do sorteio

|  | Selecções apuradas para os quartos-finais             |
|  | Selecções sem hipóteses de classificação à fase final |

### Grupo A

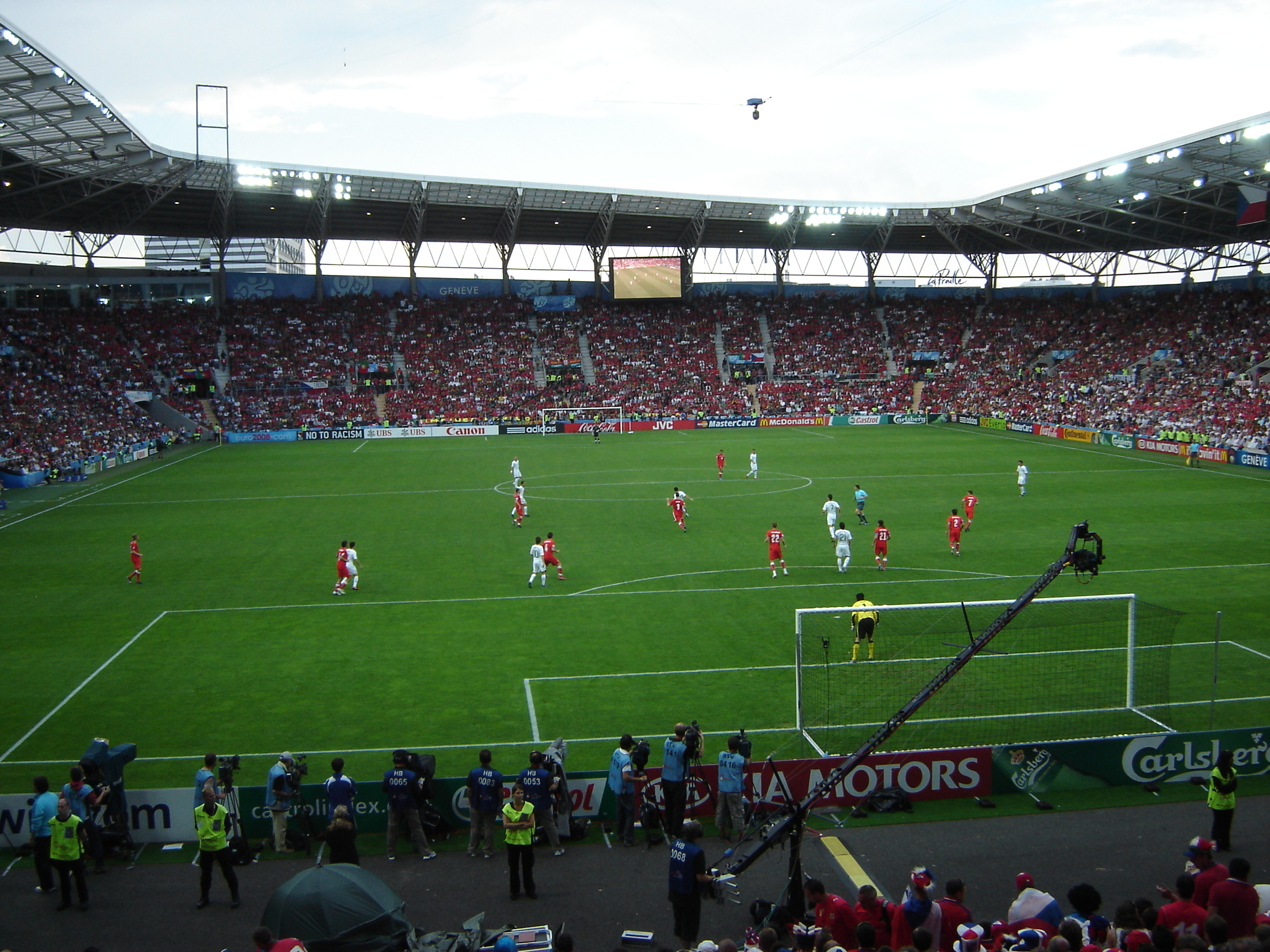
Lance do jogo República Checa-Portugal, 11 de junho de 2008

| Pos | Equipe    | Pts | J | V | E | D | GP | GC | SG | Classificado          |
| --- | --------- | --- | - | - | - | - | -- | -- | -- | --------------------- |
| 1   | Portugal  | 6   | 3 | 2 | 0 | 1 | 5  | 3  | +2 | Equipes classificadas |
| 2   | Turquia   | 6   | 3 | 2 | 0 | 1 | 5  | 5  | 0  | Equipes classificadas |
| 3   | Tchéquia  | 3   | 3 | 1 | 0 | 2 | 4  | 6  | −2 | Eliminado             |
| 4   | Suíça (H) | 3   | 3 | 1 | 0 | 2 | 3  | 3  | 0  | Eliminado             |

1. 1 2  Resultado confronto direto: Portugal 2–0 Turquia.
2. 1 2  Resultado confronto direto: Suíça 0–1 República Tcheca.

### Grupo B
| Pos | Equipe      | Pts | J | V | E | D | GP | GC | SG | Classificado          |
| --- | ----------- | --- | - | - | - | - | -- | -- | -- | --------------------- |
| 1   | Croácia     | 9   | 3 | 3 | 0 | 0 | 4  | 1  | +3 | Equipes classificadas |
| 2   | Alemanha    | 6   | 3 | 2 | 0 | 1 | 4  | 2  | +2 | Equipes classificadas |
| 3   | Áustria (H) | 1   | 3 | 0 | 1 | 2 | 1  | 3  | −2 | Eliminado             |
| 4   | Polónia     | 1   | 3 | 0 | 1 | 2 | 1  | 4  | −3 | Eliminado             |

1. 1 2  Empatado no confronto direto (Áustria 1–1 Polônia). O saldo geral de gols foi usado como critério de desempate.

### Grupo C

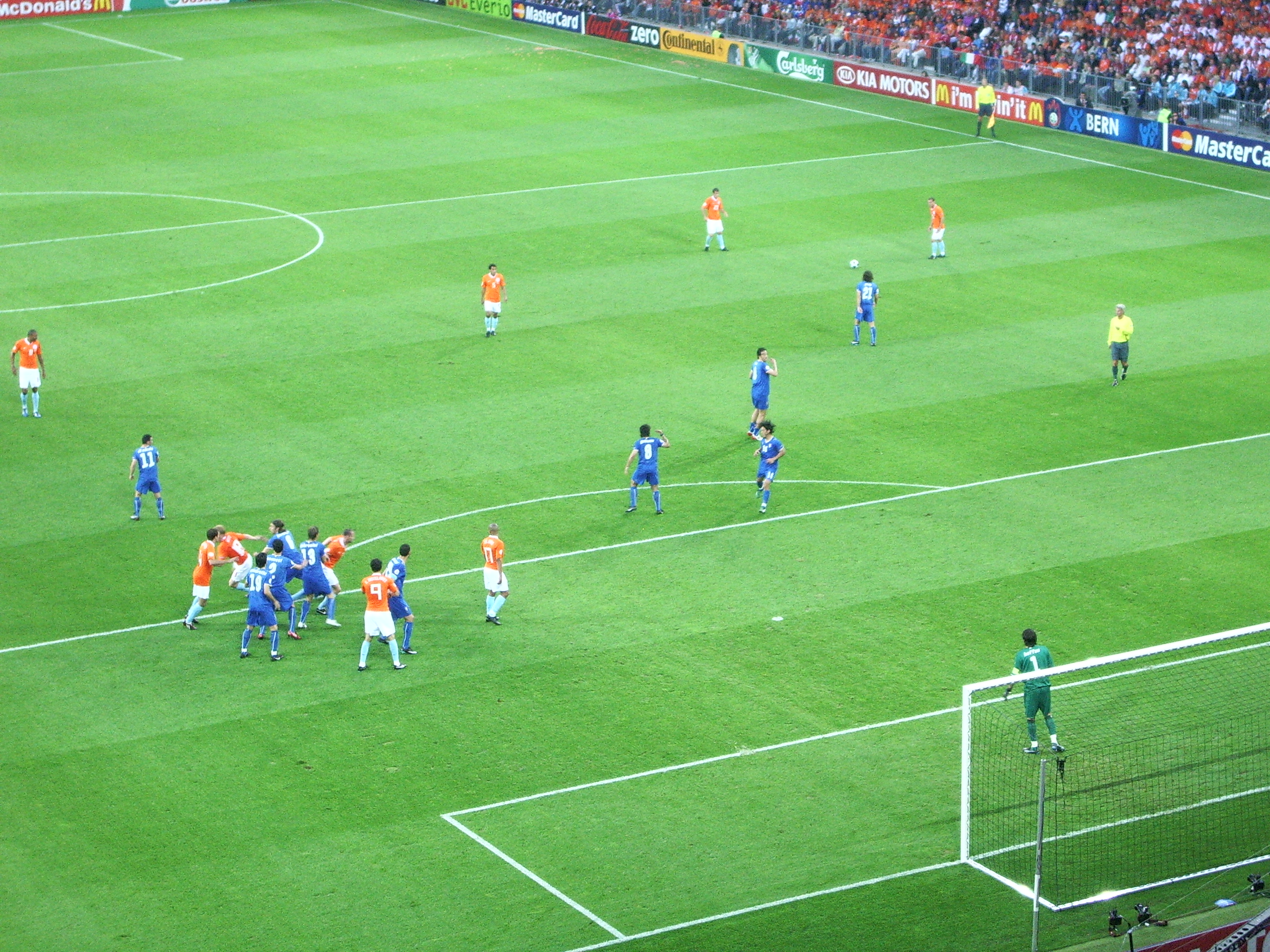
Lance do jogo Holanda vs Itália, 9 de junho de 2008

| Pos | Equipe        | Pts | J | V | E | D | GP | GC | SG | Classificado          |
| --- | ------------- | --- | - | - | - | - | -- | -- | -- | --------------------- |
| 1   | Países Baixos | 9   | 3 | 3 | 0 | 0 | 9  | 1  | +8 | Equipes classificadas |
| 2   | Itália        | 4   | 3 | 1 | 1 | 1 | 3  | 4  | −1 | Equipes classificadas |
| 3   | Romênia       | 2   | 3 | 0 | 2 | 1 | 1  | 3  | −2 | Eliminado             |
| 4   | França        | 1   | 3 | 0 | 1 | 2 | 1  | 6  | −5 | Eliminado             |

### Grupo D
| Pos | Equipe  | Pts | J | V | E | D | GP | GC | SG | Classificado          |
| --- | ------- | --- | - | - | - | - | -- | -- | -- | --------------------- |
| 1   | Espanha | 9   | 3 | 3 | 0 | 0 | 8  | 3  | +5 | Equipes classificadas |
| 2   | Rússia  | 6   | 3 | 2 | 0 | 1 | 4  | 4  | 0  | Equipes classificadas |
| 3   | Suécia  | 3   | 3 | 1 | 0 | 2 | 3  | 4  | −1 | Eliminado             |
| 4   | Grécia  | 0   | 3 | 0 | 0 | 3 | 1  | 5  | −4 | Eliminado             |

## Fases Finais

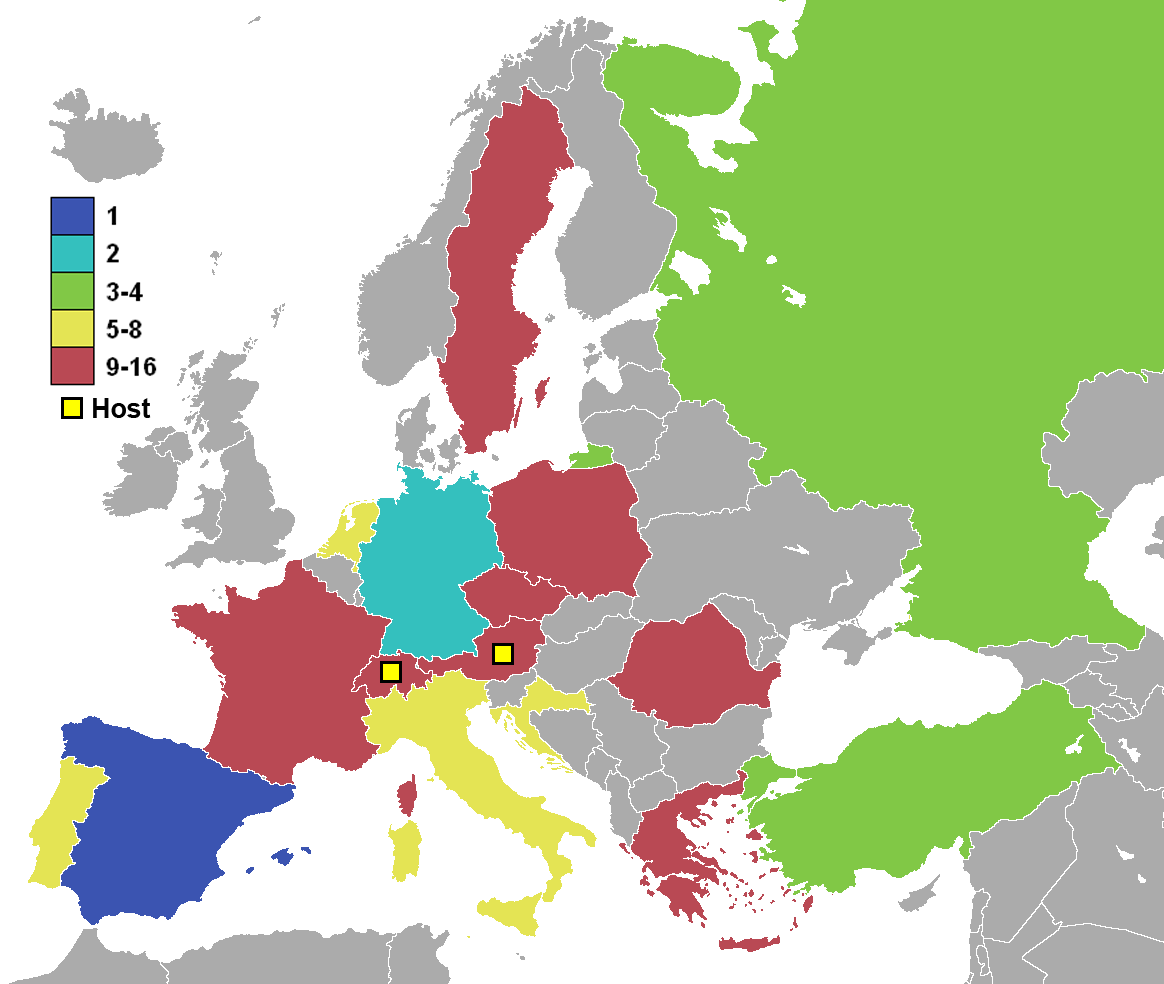
A classificação em código de cores

|  | Quartas de final       | Quartas de final    |                        |       | Semifinais | Semifinais |  |  | Final | Final |
|  |                        |                     |                        |       |            |            |  |  |       |       |
|  | 19 de junho - Basileia |                     |                        |       |            |            |  |  |       |       |
|  |                        |                     |                        |       |            |            |  |  |       |       |
|  | Portugal               | 2                   |                        |       |            |            |  |  |       |       |
|  | Portugal               | 2                   | 25 de junho - Basileia |       |            |            |  |  |       |       |
|  | Alemanha               | 3                   |                        |       |            |            |  |  |       |       |
|  | Alemanha               | 3                   | Alemanha               | 3     |            |            |  |  |       |       |
|  | 20 de junho - Viena    |                     | Alemanha               | 3     |            |            |  |  |       |       |
|  |                        | Turquia             | 2                      |       |            |            |  |  |       |       |
|  | Croácia                | Turquia             | 2                      | 1 (1) |            |            |  |  |       |       |
|  | Croácia                |                     | 29 de junho - Viena    | 1 (1) |            |            |  |  |       |       |
|  | Turquia                | 1 (3)               |                        |       |            |            |  |  |       |       |
|  | Turquia                | 1 (3)               | Alemanha               | 0     |            |            |  |  |       |       |
|  | 21 de junho - Basileia |                     | Alemanha               | 0     |            |            |  |  |       |       |
|  |                        | Espanha             | 1                      |       |            |            |  |  |       |       |
|  | Países Baixos          | Espanha             | 1                      | 1     |            |            |  |  |       |       |
|  | Países Baixos          | 26 de junho - Viena |                        | 1     |            |            |  |  |       |       |
|  | Rússia                 | 3                   |                        |       |            |            |  |  |       |       |
|  | Rússia                 | 3                   | Rússia                 | 0     |            |            |  |  |       |       |
|  | 22 de junho - Viena    |                     | Rússia                 | 0     |            |            |  |  |       |       |
|  |                        | Espanha             | 3                      |       |            |            |  |  |       |       |
|  | Espanha                | Espanha             | 3                      | 0 (4) |            |            |  |  |       |       |
|  | Espanha                |                     |                        | 0 (4) |            |            |  |  |       |       |
|  | Itália                 | 0 (2)               |                        |       |            |            |  |  |       |       |
|  | Itália                 | 0 (2)               |                        |       |            |            |  |  |       |       |

## Melhores marcadores
4 gols (1)
- ESP David Villa

3 gols (4)
| - GER Lukas Podolski - RUS Roman Pavlyuchenko | - SUI Hakan Yakın - TUR Semih Şentürk |  |

2 gols (13)
| - GER Bastian Schweinsteiger - GER Michael Ballack - GER Miroslav Klose - CRO Ivan Klasnić - ESP Daniel Güiza | - ESP Fernando Torres - NLD Robin van Persie - NLD Ruud van Nistelrooy - NLD Wesley Sneijder - RUS Andrey Arshavin | - SWE Zlatan Ibrahimović - TUR Arda Turan - TUR Nihat Kahveci |

1 gol (35)
| - GER Philipp Lahm - AUT Ivica Vastić - CRO Darijo Srna - CRO Ivica Olić - CRO Luka Modrić - ESP David Silva - ESP Francesc Fàbregas - ESP Rubén de la Red - ESP Xavi Hernández - FRA Thierry Henry - GRE Angelos Charisteas - ITA Andrea Pirlo | - ITA Christian Panucci - ITA Daniele de Rossi - NLD Arjen Robben - NLD Dirk Kuyt - NLD Giovanni van Bronckhorst - NLD Klaas-Jan Huntelaar - POL Roger Guerreiro - POR Cristiano Ronaldo - POR Deco - POR Hélder Postiga - POR Pepe - POR Nuno Gomes | - POR Raul Meireles - POR Ricardo Quaresma - CZE Jan Koller - CZE Jaroslav Plašil - CZE Libor Sionko - CZE Václav Svěrkoš - ROM Adrian Mutu - RUS Dmitriy Torbinskiy - RUS Konstantin Zyryanov - SWE Petter Hansson - TUR Uğur Boral |

## Estatísticas
Legenda
- Vencedor
- 3º Lugar (correspondente a 2 equipas, sem desempate)

| Pos.                           | Seleção       | Pts | J | V | E | D | GP | GC | SG |
| ------------------------------ | ------------- | --- | - | - | - | - | -- | -- | -- |
| Final                          |               |     |   |   |   |   |    |    |    |
| 1                              | Espanha       | 16  | 6 | 5 | 1 | 0 | 12 | 3  | +9 |
| 2                              | Alemanha      | 12  | 6 | 4 | 0 | 2 | 10 | 7  | +3 |
| Eliminados nas Semi-Finais     |               |     |   |   |   |   |    |    |    |
| 3                              | Rússia        | 9   | 5 | 3 | 0 | 2 | 7  | 8  | –1 |
| 3                              | Turquia       | 7   | 5 | 2 | 1 | 2 | 8  | 9  | –1 |
| Eliminados no Quartos-de-Final |               |     |   |   |   |   |    |    |    |
| 5                              | Croácia       | 10  | 4 | 3 | 1 | 0 | 5  | 2  | +3 |
| 6                              | Países Baixos | 9   | 4 | 3 | 0 | 1 | 10 | 4  | +6 |
| 7                              | Portugal      | 6   | 4 | 2 | 0 | 2 | 7  | 6  | +1 |
| 8                              | Itália        | 5   | 4 | 1 | 2 | 1 | 3  | 4  | –1 |
| Eliminados na Fase de Grupos   |               |     |   |   |   |   |    |    |    |
| 9                              | Suíça         | 3   | 3 | 1 | 0 | 2 | 3  | 3  | 0  |
| 10                             | Suécia        | 3   | 3 | 1 | 0 | 2 | 3  | 4  | –1 |
| 11                             | Tchéquia      | 3   | 3 | 1 | 0 | 2 | 4  | 6  | –2 |
| 12                             | Romênia       | 2   | 3 | 0 | 2 | 1 | 1  | 3  | –2 |
| 13                             | Áustria       | 1   | 3 | 0 | 1 | 2 | 1  | 3  | –2 |
| 14                             | Polónia       | 1   | 3 | 0 | 1 | 2 | 1  | 4  | –3 |
| 15                             | França        | 1   | 3 | 0 | 1 | 2 | 1  | 6  | –5 |
| 16                             | Grécia        | 0   | 3 | 0 | 0 | 3 | 1  | 5  | –4 |

## Premiações

### Campeões
| Campeonato Europeu de Futebol de 2008 |
| ------------------------------------- |
| ESPANHA Campeão (2º título)           |

### Equipa do torneio
Ao final da competição uma equipa da UEFA seleccionou os 23 do torneio:
| Guarda-Redes                                     | Defesas                                                              | Médios | Avançados                                                                     |
| ------------------------------------------------ | -------------------------------------------------------------------- | --- | ----------------------------------------------------------------------------- |
| Iker Casillas Gianluigi Buffon Edwin van der Sar | Carlos Marchena Carles Puyol Bosingwa Pepe Philipp Lahm Yuri Zhirkov | Marcos Senna Xavi Hernández Andrés Iniesta Cesc Fábregas Konstantin Zyryanov Hamit Altıntop Wesley Sneijder Luka Modrić | David Villa Fernando Torres Andrey Arshavin Roman Pavlyuchenko Lukas Podolski |

| - David Villa (4 golos) | O jogador eleito como melhor jogador do torneio foi: - Xavi Hernández |  |

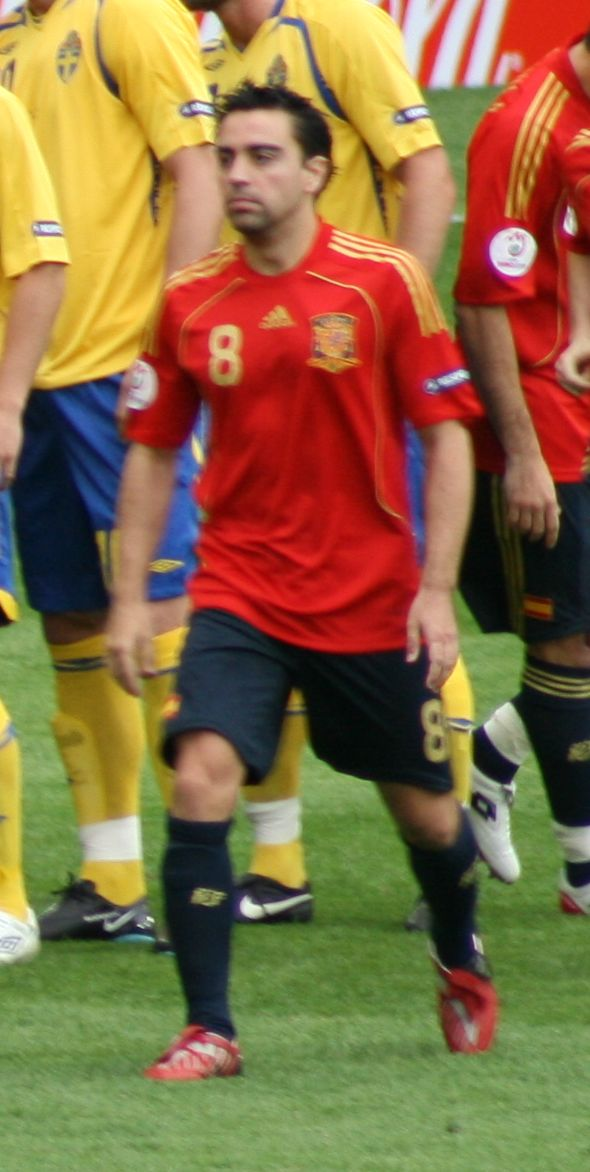
Xavi Hernández